# Tout est permis (téléfilm)
Pour les articles homonymes, voir Tout est permis.
Pour plus de détails, voir Fiche technique et Distribution.
Tout est permis est un téléfilm français réalisé par Émilie Deleuze en 2013, et diffusé la première fois en 2014.

## Synopsis
Paul, la quarantaine, vit seul avec sa fille de 13 ans, dans le Pays basque français. Il est installateur d'antennes. Pour son travail, il parcourt la région pour réparer et installer ces antennes chez les particuliers. Sa vie va basculer le jour où il perd tous ses points sur son permis de conduire…

## Fiche technique
- Titre  original : Tout est permis
- Réalisateur : Émilie Deleuze
- Scénario  : Émilie Deleuze et Laurent Guyot
- Sociétés de production : Les Films du Worso, Arte France
- Production : Sylvie Pialat
- Image : Antoine Héberlé
- Montage : Frédéric Baillehaiche
- Son : Philippe Richard
- Musique : Xavier Demerliac
- Pays d'origine  :  France
- Durée : 85 minutes
- Diffusion : 7 mars 2014 sur Arte

## Distribution
- Marcial Di Fonzo Bo : Paul
- Catherine Jacob : Sandra
- Judith Chemla : Carine
- Ludovic Berthillot : François
- Christian Hecq : le lieutenant Bernard
- Victor Chambon : Clément
- Garance Marillier : Mélissa
- Françoise Lebrun : Mme Fauchadour
- Avec la participation de Marina Foïs et Aure Atika

## Récompenses
- Festival TV de Luchon 2014 : prix du meilleur scénario[2] pour Émilie Deleuze et Laurent Guyot